# Sandunga (canción de Don Omar & Wisin y Yandel)
Sandunga es un sencillo de álbum recopilatorio del sello de Sugar Cream Music de Don Omar en colaboración con Wisin & Yandel.

## Lanzamiento
El sencillo fue lanzado el 2 de noviembre de 2023 por el sello de Sugar Cream Music en promoción del álbum recopilatorio de Back To Reggaeton.

## Recepción
El sencillo fue nominado a los Premios Lo Nuestro de 2025. El sencillo fue número 10 en Latin Airplay de Billboard. Fue el mejor lanzamiento de la semana de Billboard en un artículo del año de la música latina.

## Listas
| Año (2023)                           | Posición |
| ------------------------------------ | -------- |
| Latin Rhythm Airplay (Billboard)     | 3        |
| Latin Digital Song Sales (Billboard) | 4        |
| Latin Airplay (Billboard)            | 4        |